# Acacia gnidium
Acacia gnidium är en ärtväxtart som beskrevs av George Bentham. Acacia gnidium ingår i släktet akacior, och familjen ärtväxter. Inga underarter finns listade i Catalogue of Life.